# Etometazeno
El etometazeno (5-metildesnitroetonitazeno, 5-metil etodesnitazeno, etometazen, Eto) es un derivado del benzimidazol con efectos opioides que se vende como droga de diseño por internet desde 2022, identificándose definitivamente por primera vez en Suecia en enero de 2023. Es un análogo del etonitazeno en el que el grupo nitro (NO₂) se ha sustituido por un grupo metilo (CH₃). Si bien aún no se han realizado estudios formales sobre su farmacología, ha demostrado una potencia mucho menor que la del propio etonitazeno. El etometazeno tiene una potencia analgésica aproximadamente 20 veces superior a la de la morfina, con una duración relativamente corta de unos 120 minutos.